# 星艦戰將3：掠奪者
是一部於2008年由索尼影业家庭娱乐公司發行的美国军事科幻恐怖電影。由愛德華·諾麥爾擔任编剧和导演。在第一部电影中饰演強尼·瑞可的卡斯柏·范狄恩回歸該片，并与茱莲娜·布蕾罗克和布利斯·高祖共同擔任主演。這部電影是《星河戰隊》（1997年）和《星艦戰將：異形入侵》（2004年）的续集（这两部电影的劇本也都是由愛德華·諾麥爾创作的，並在該電影中首次擔任導演），也是《星艦戰將》系列电影的第三部作品。该電影于2008年8月5日在美国直接以影碟的形式发行。影评人对这部电影的评价褒贬不一，他们称赞卡斯柏·范狄恩回归了第一部电影故事的延續，也称赞了他的表演，但批评了該電影中的特效。
台灣於2008年8月28日由得利影視股份有限公司代理發行DVD。香港未發行。

## 故事內容
在“第二次蟲族戰爭”的11年里，機動步兵改進了他們的武器和戰術，而蟲族則通過開發許多新的異形蟲來發起反擊。聯邦現在發現自己已經陷入了一場曠日持久的塹壕戰。聯邦通過媒體進行正面宣傳，同時利用其司法和軍事權力將和平抗議者和宗教狂熱分子作為叛亂煽動者對他們進行鎮壓。
強尼·瑞可上校駐紮在農民星球羅庫山陣地，因在聯邦軍隊舞台上演唱《今天是赴死的好日子》歌曲而大受歡迎的空官歐瑪爾·艾諾克則訪問了那里。瑞可的老朋友狄克斯·豪澤將軍與一群反戰農民在酒吧里發生了爭執。瑞可阻止狄克斯向一個農民開槍，但狄克斯說他違反了軍令，并立即下令逮捕他，後來基地防禦系統突然因蟲族大軍的進攻而突然失效（影片中暗示了空官歐瑪爾·艾諾克在離開麥尼恩少尉的間隙，私自關閉了基地防禦系統，故意讓蟲族大軍攻破基地），導致大批的蟲族入侵陣地。瑞可立刻打倒了狄克斯，並離開酒吧去幫助其他士兵對抗蟲族。在與蟲族大軍交戰之時，羅拉·貝克上尉和受傷的空官艾諾克一行人準備逃往艦隊的秘密總部避難所，但他們的艦船在中途被甩出了飛行軌道，於是他們被迫乘坐逃生艙去到了OM一號星球上，那裡是蟲族隔離區。當羅庫山淪陷時，聯邦媒體開始指責瑞可，後來他因不服從命令而被判處死刑。
羅拉·貝克上尉和空官艾諾克一行人被困在了OM一號星球上，羅拉試圖用通訊設備聯繫聯邦總部，讓他們派人來救援他們。但是，海軍上將艾諾蘿·菲德隱瞞了這一消息，在此之前她還利用動作捕捉技術假扮成空官艾諾克公開視頻演講，以避免降低公眾的士氣和對戰爭的支持。後來當狄克斯從蘭柏少尉那裡得知了羅拉在尋求救援的情況後，他偽造了對瑞可的處決，打算讓他前往蟲族隔離區去救回空官艾諾克和羅拉，因為羅拉是少數幾個知道聖域位置的聯邦飛行員之一，如果蟲族發現了聖域，這將大大削弱聯邦的軍隊勢力。在OM一號星球上，羅拉帶領着空官艾諾克一行人離開海灘，以避免被蟲族襲擊。但後來在一場猛烈的地震中導致威斯醫生掉進了一個裂縫中，因為他是不願離開海灘的人，艾諾克從裂縫中看到一只巨大的眼睛從下面盯着他。玩世不恭的廚師金格在途中想要回到海灘，他認為那裡比較安全，於是他開始被蟲族追殺，後來他躲進了一堆冒頭的巖石中，這些巖石實際上是把他拖到地下的蟲族的四肢。
在地球上，狄克斯與菲德上將展開對峙，質問她為什麽要拋棄空官艾諾克，結果他被逮捕，因為菲德上將懷疑狄克斯和艾諾克一樣是聯邦的叛徒。於是狄克斯被帶到了艾拉英灣地下研究機構，并從菲德上將那裡得知了一個令人震驚的事實。根據菲德透露，艾諾克是使羅庫山淪陷的罪魁禍首，他通過之前在P星球上捕獲的腦蟲與“首腦的大腦”（也被稱為“畢罕克托”）進行心靈感應。艾諾克妄想着，如果他能與蟲族和平共處，他就能拯救人類，他接受了對蟲族的信仰，並偷偷關閉了羅庫山基地周圍的電力柵欄，以表明他願意在兩個物種之間實現和平。聯邦現在認為最初的腦蟲讓自己被捕獲，是為了以便從聯邦內部傳遞情報。當聯邦決定殺死並解剖他們捕獲的這個腦蟲時，它不知何故識破了他們的計劃，並發出心靈感應的尖叫，在狄克斯開槍殺死它之前，它的尖叫聲爆了兩名士兵的頭。據透露，菲德之所以忽略了來自OM一號星球的求救信號，是因為她在除掉艾諾克之後可以成為新一任的空官；然而，她沒有意料到的是技藝高超的羅拉·貝克上尉會和艾諾克在一起。
在OM一號星球上，工程師布爾·布里托向虔誠的教徒荷莉求婚。而羅拉識破了艾諾克所信仰的神就是蟲王。當他們發現一艘墜落在OM一號星球上的艦船時，畢罕克托開始現身，並殺死了布爾。艾諾克與畢罕克托取得了聯系，畢罕克托通過他們倒下的戰友的屍體與他們進行交流，並很快殺死了艾諾克以吸收他的知識；於是無助的羅拉和荷莉，她們是最後的幸存者，開始祈禱救贖。就在她們需要幫助時，瑞可帶領着其他六名掠奪者從天而降，掠奪者是由羅庫山的指揮人員所組成的一支精英部隊，使用的是聯邦的新型戰鬥裝甲執行救援任務。他們在OM一號星球上擊敗了蟲族，並且在沒有人員傷亡的情況下，瑞可成功地拯救了羅拉和荷莉。OM一號星球被發現是蟲族的家園，菲德使用“Q彈”從軌道上直接摧毀了它。
瑞可隨後被澄清了所有懸而未決的指控，被晉升為將軍，還被授予了掠奪者計劃的指揮權。據聯邦報道，艾諾克是死於一場恐怖襲擊，並由政府組織解釋了他的失蹤，還為他舉行了英雄般的葬禮。狄克斯和羅拉結婚了，菲德被任命為新的空官，狄克斯則是她的副手，而荷莉成為了第一位聯邦牧師。數十名和平抗議者因涉嫌恐怖襲擊而被處以絞刑。菲德對前任空官艾諾克如何被蟲族的信仰所奴役而印象深刻，她決定聯邦應該也接受一種宗教，於是基督教被接受，但被用於改變以適應聯邦的需要，以確保穩定的士兵招募和絕對的忠誠。

## 演員

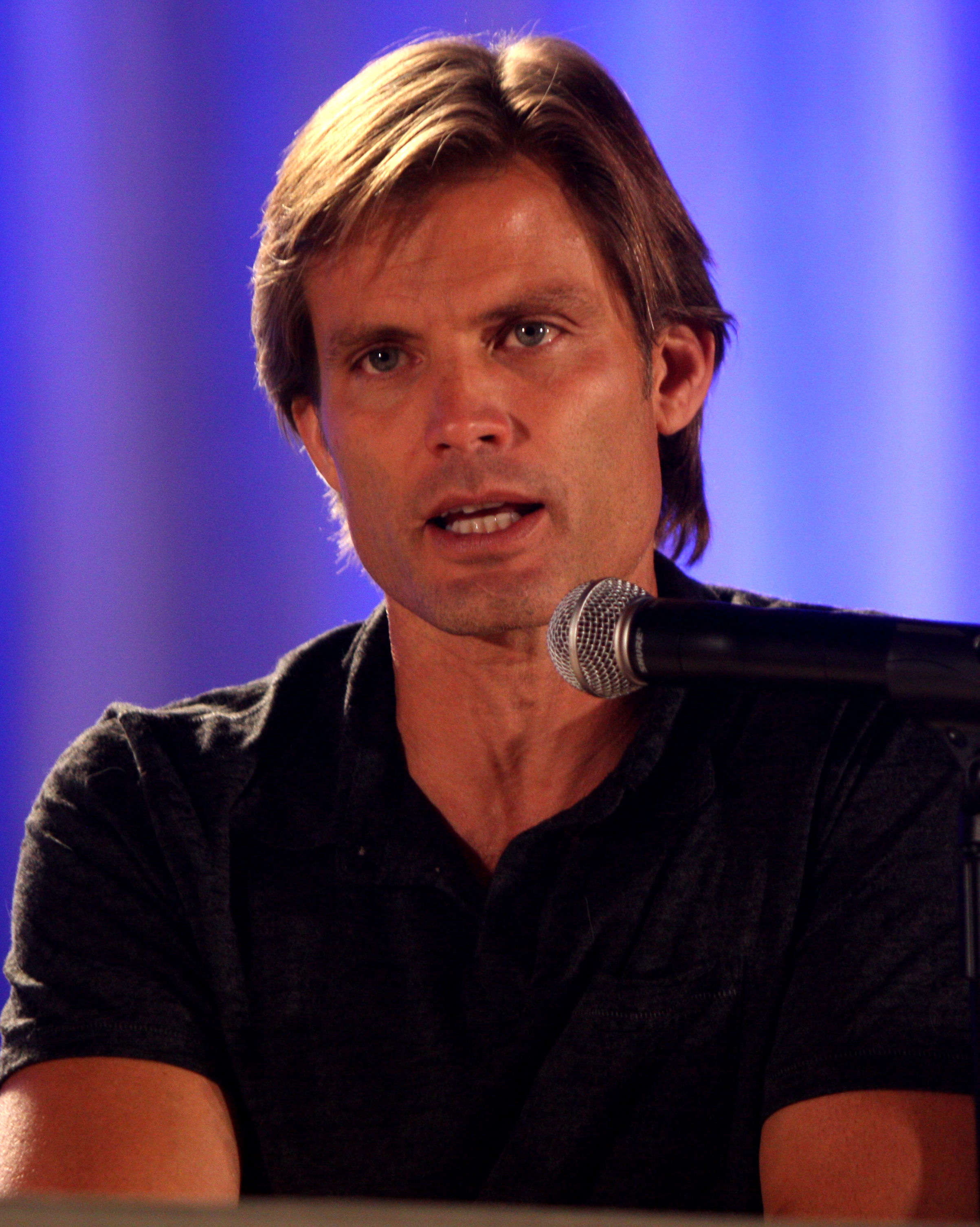
回歸該片飾演強尼·瑞可的卡斯柏·范狄恩。

※下列的角色名稱以台灣3區DVD版的中文字幕譯名為主。
| 角色                                        | 演員                      |
| ------------------------------------------- | ------------------------- |
| 強尼·瑞可（Johnny Rico）                    | 卡斯柏·范狄恩             |
| 羅拉·貝克（Lola Beck）                      | 茱莲娜·布蕾罗克           |
| 狄克斯·豪澤（Dix Hauser）                   | 布利斯·高祖               |
| 空官歐瑪尔·艾诺克（Sky Marshal Omar Anoke） | 斯蒂芬·霍根               |
| 荷莉·利特爾（Holly Little）                 | 玛内特·帕特森             |
| 布爾·布里托（Bull Brittles）                | 史泰利欧·萨凡特           |
| 麥尼恩少尉（Link Manion）                   | 切西丽·布雷西亚           |
| 金格·瑞恩（Jingo Ryan）                     | 喬恩·法尔考（Jon Falkow） |
| 威斯醫生（Dr. Wiggs）                       | 丹尼·基奧                 |
| 艾诺蘿·菲德（Enolo Phid）                   | 阿曼達·多诺霍             |
| 艾莫·戈尼夫（Elmo Gonif）                   | 乔·瓦兹（Joe Vaz）        |

## 製作
在DVD製作花絮里，導演兼編劇的愛德華·諾麥爾提到每部電影都反映了不同的戰爭，第一部電影的靈感來自第二次世界大戰，第二部電影的靈感來自朝鮮戰爭，而這部電影更像是一部越南戰爭電影。這個故事還涉及到宗教和政治的問題，是關於“國家如何利用宗教信仰，既可以用來做壞事，也可以用來做好事。”
在第一部電影中飾演強尼·瑞可的卡斯柏·範狄恩在第三部回歸，並表示一直願意回歸第二部，但聽說第二部的導演菲爾·提派特想嘗試不同的路線。
影片於2007年5月開拍，主要拍攝地點在南非。
羅伯特·斯科塔克擔任視覺特效主管，羅傑·諾爾（Roger Nall）擔任數字特效主管，主要負責CGI生物設計和掠奪者戰鬥裝甲的設計。諾爾領導着一個大約有25人的團隊。他們的團隊為這些蟲子制作了350多個特效鏡頭，而掠奪者的鏡頭則需要大約100多個。其他外包公司還制作了太空飛船、木偶、鋼絲移除等場景，估計還有150個額外的特效鏡頭。

## 發行
這部電影在2008年8月5日同時發行了藍光光碟和DVD。這部電影也是《星艦戰將》三部曲DVD套裝的一部分，包含了該系列的前兩部電影。斯蒂芬·霍根飾演的空官歐瑪爾·艾諾克所演唱的主題曲《今天是赴死的好日子》（A Good Day to Die）將作為影碟的附加花絮。影評人喬·雷登在《綜藝》雜志上寫道：“在影片中負責與蟲族戰鬥的英勇空官歐瑪爾·艾諾克是一位有魅力的名人和排行榜冠軍歌手，他的舞台動作和軍國主義歌曲讓人想起阿道夫·希特勒是《美國偶像》的選手。”IGN的斯科特·羅威（Scott Lowe）寫道：“空官的勁爆流行單曲……讓人想起了李·格林伍德的《天佑美國》，盡管他也評論說這是一部‘最荒謬、最浪費時間的電影’。”
該電影的銷售總額為4,989,719美元。

## 迴響

### 評價
《星艦戰將3：掠奪者》的評價褒貶不一。在爛番茄上，這部電影在6條評論中擁有50%的支持率，3條好評，3條差評。
《綜藝》雜志的影評人喬·雷登說：“《星艦戰將》是保羅·範霍文於1997年執導的一部臭名昭著的科幻大片，並受到了狂熱追捧，它的死忠粉們會很高興地發現，這部電影作為第一部電影故事的續集，試圖大膽地複製原作的誇張風格和自我諷刺的基調。2004年發行的《星艦戰將：異形入侵》是一部相對簡單的動作片，而最新一集則不同，它再現了保羅·範霍文那種又愛又恨的風格，混合了可怕的混亂場面、誇張的情節、遮遮掩掩的裸體以及半戲謔式的法西斯美學。”
UGO網站的影評人亞歷克斯·多恩（Alex Dorn）表示：“原版電影的粉絲應該會對這次冒險感到非常高興”，但那些“期待再現第一部電影大制作的人將會感到失望。”他給這部電影的總評分是“B-”。
恐懼網的影評人斯科特·溫伯格（Scott Weinberg）給了這部電影一個積極的評價，他說這部電影“可能是租來的，而不是必須擁有的，但如果你喜歡第一部電影，那肯定值得一看”。
Ain't It Cool News新聞網站對這部電影的評價也是褒貶不一，說它的效果比第二部菲爾·提派特執導的《星艦戰將：異形入侵》差了一步，但對重現第一部的諷刺基調表示歡迎。這位評論家發現這部電影的諷刺意味參差不齊，有時太具體，但有時又含糊不清。他指出了非電影院首映電影制作的問題和局限性，但他總結道：“如果你能克服這些問題，並享受這個世界，那麽你就能獲得一些愚蠢的樂趣。”
IGN的斯科特·羅威（Scott Lowe）給這部電影打了3分（滿分10分），盡管他對這部電影的制作水準印象深刻，但他對這部電影並不滿意：“最重要的是，《星艦戰將3：掠奪者》是一部連《星艦戰將》的粉絲也難以欣賞的電影。即使有了卡斯柏·範狄恩的回歸，再加上制片廠的興趣和預算，也無法挽救這部電影，使其擺脫自身缺點的危險。”ReelFilm的大衛·努賽爾（David Nusair）發現這部電影的效果不如第二部電影，並稱其為“近乎史詩般的失敗”。

### 獲獎
2009年3月，《星艦戰將3：掠奪者》被提名為第35屆土星獎最佳發行DVD。

## DVD特別收錄
- 蟲的進化（Evolution: The Bugs of Starship Troopers 3: Marauder featurette）
- 演職員講評（Director & Cast Commentary With Writer/Director Ed Neumeier and actors Casper Van Dien and Jolene Blalock）
- 製作特輯（On the Bounce: The Making of Marauder）
- 徵招入伍：掠奪者的機動步兵（Enlist: Marauder's Mobile Infantry featurette）
- 音樂錄影帶（Music Video: "It's a Good Day to Die" (Extended Version)）
- 預告片（Trailers）

## 續集
緊隨其後的是兩部電腦動畫電影，《星艦戰將：侵略者》（2012年）和《星河戰隊5》（2017年）。